# Gare de Buggenhout
La gare de Buggenhout est une gare ferroviaire belge de la ligne 53, de Schellebelle à Louvain, située sur le territoire de la commune de Buggenhout, dans la province de Flandre-Orientale en région flamande.
Elle est mise en service en 1849 par l'administration des chemins de fer de l'État belge. C'est une halte voyageurs de la Société nationale des chemins de fer belges (SNCB) desservie par des trains Omnibus (L) et Heure de pointe (P).

## Situation ferroviaire
Établie à 9 mètres d'altitude, la gare de Buggenhout est située au point kilométrique (PK) 20,077 de la Ligne 53, de Schellebelle à Louvain, entre les gares ouvertes de Baesrode-Sud et de Malderen.

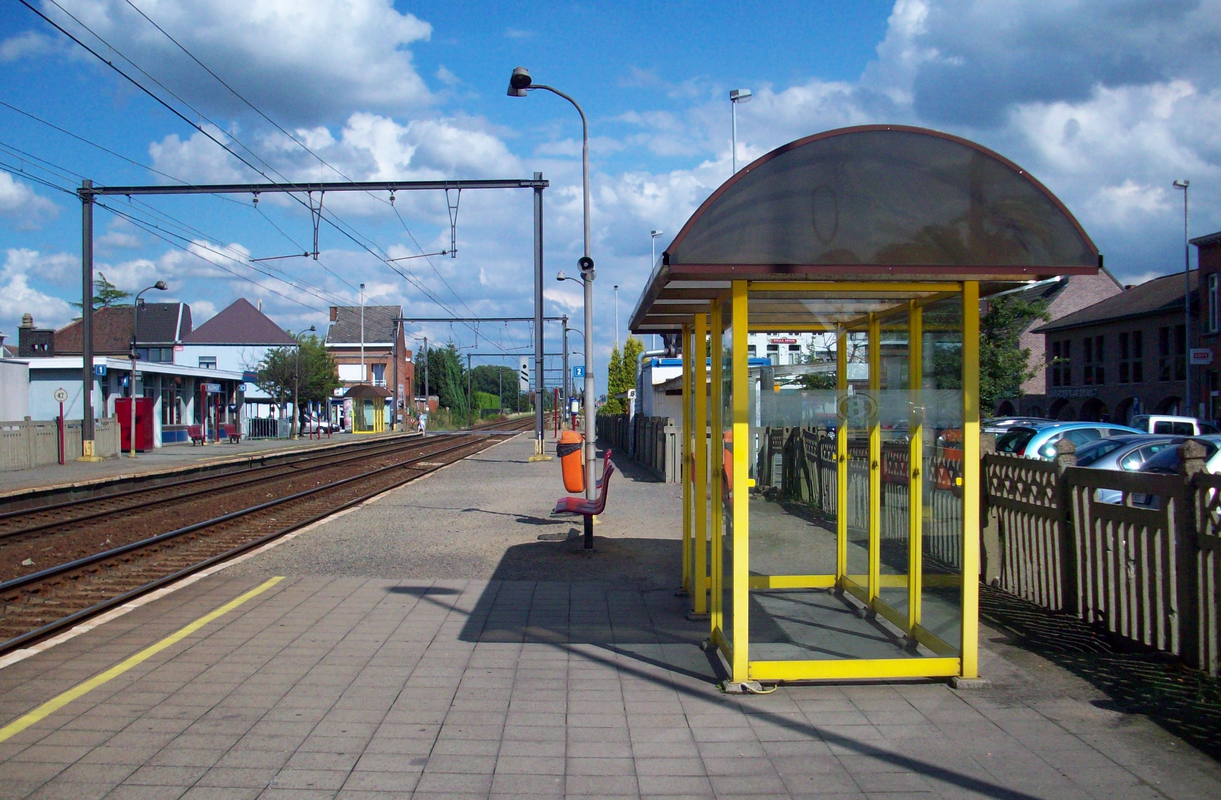
Intérieur de la gare.

## Histoire
La « station de Buggenhout » est ouverte le 20 août 1849 par l'administration des chemins de fer de l'État belge, sur le chemin de fer de Malines à Gand, mis en service en 1837.
Après la démolition des anciens bâtiments en 1969, une caserne de pompiers a été construite sur l'ancienne cour à marchandises.
Le 28 juin 2013, le guichet est définitivement fermé et la gare devient une simple halte voyageurs.

### Bâtiments de gare
Buggenhout a connu au moins trois bâtiments de gare dont un érigé avant 1854, année où l'agrandissement du bâtiment des recettes est mentionné.

#### Ancien bâtiment

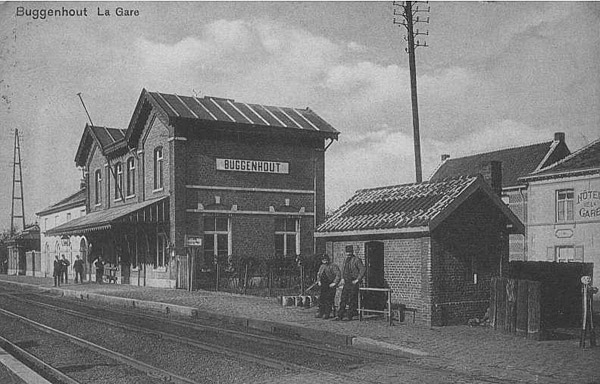
Intérieur de la gare.

Construit à une date inconnue, il comporte deux parties très différentes qui laissent supposer la présence de deux bâtiments construits à des dates différents.
Le plus grand bâtiment est un édifice en brique à toit en zinc, au plan rectangulaire à deux étages de quatre travées. Les deux travées extrêmes sont disposées sous une bâtière transversale qui flanque une bâtière horizontale. Les portes et fenêtres du rez de chaussée semblent toutes à linteau droit surmontées d'arcs de décharge tandis que les travées à l'étage sont à arc bombé.
Sur le côté se trouve une aile de quatre travées à toiture à croupe d'un étage et demie, de style néo-classique, qui ressemble beaucoup à la gare de Melle, construite à l'ouverture de la ligne. Ce pourrait être le premier bâtiment de la gare, reconverti en annexe après la construction d'un second bâtiment.

#### Bâtiment de 1969
L'ancien bâtiment est remplacé par un nouvel édifice en juin 1969. Il s'agit d'un édifice à toit plat, fonctionnel, dont la façade est recouverte de briques glacées noires ou de briques peintes en blanc et comporte de grandes baies dont le bas est en PVC bleu. Il est désormais fermé aux voyageurs.

## Service des voyageurs

### Accueil
Halte SNCB, c'est un point d'arrêt non géré (PANG) à accès libre. Un automate permet l'achat de titres de transport.
La traversée des voies et le passage d'un quai à l'autre s'effectuent par le passage à niveau routier.

### Desserte
Buggenhout est desservie par des trains Omnibus (L) et Heure de pointe (P) de la SNCB qui effectuent des missions sur la ligne commerciale 53 (Malines - Gand) (voir brochure SNCB de la ligne 53).
En semaine, la desserte régulière est constituée de trains L entre Malines et Zeebrugge-Dorp (ou Zeebrugge-Strand pendant les vacances) renforcés aux heures de pointe par :
- un unique train P de Termonde à Malines, le matin (dans l'autre sens vers midi) ;
- deux trains P Termonde - Louvain et un train Louvain - Termonde, le matin ;
- deux trains P Louvain - Termonde et un train Termonde - Louvain l’après-midi.

Les week-ends et jours fériés, la desserte ne comprend que des trains L entre Malines et Courtrai, cadencés à l'heure.

### Intermodalité
Un parc pour les vélos et un parking pour les véhicules y sont aménagés. Des bus desservent la gare.

## Comptage voyageurs
Ce graphique et tableau montre le nombre de voyageurs embarquant en moyenne durant la semaine, le samedi et le dimanche.
| Nombre de passagers qui embarquent à la gare de Buggenhout | Nombre de passagers qui embarquent à la gare de Buggenhout | Nombre de passagers qui embarquent à la gare de Buggenhout | Nombre de passagers qui embarquent à la gare de Buggenhout |
|                                                            | Semaine                                                    | Samedi                                                     | Dimanche                                                   |
| ---------------------------------------------------------- | ---------------------------------------------------------- | ---------------------------------------------------------- | ---------------------------------------------------------- |
| 1977                                                       | 747                                                        | 118                                                        | 80                                                         |
| 1978                                                       | 960                                                        | 173                                                        | 139                                                        |
| 1979                                                       | 817                                                        | 120                                                        | 131                                                        |
| 1980                                                       | 927                                                        | 154                                                        | 128                                                        |
| 1981                                                       | 869                                                        | 207                                                        | 154                                                        |
| 1982                                                       | 801                                                        | 150                                                        | 176                                                        |
| 1983                                                       | 884                                                        | 168                                                        | 216                                                        |
| 1984                                                       | 806                                                        | 91                                                         | 112                                                        |
| 1985                                                       | 708                                                        | 118                                                        | 130                                                        |
| 1986                                                       | 689                                                        | 85                                                         | 86                                                         |
| 1987                                                       | 679                                                        | 114                                                        | 104                                                        |
| 1988                                                       | 726                                                        | 94                                                         | 76                                                         |
| 1989                                                       | 697                                                        | 109                                                        | 83                                                         |
| 1990                                                       | 833                                                        | 91                                                         | 74                                                         |
| 1991                                                       | 730                                                        | 78                                                         | 72                                                         |
| 1992                                                       | 688                                                        | 78                                                         | 65                                                         |
| 1993                                                       | 710                                                        | 69                                                         | 66                                                         |
| 1994                                                       | 643                                                        | 54                                                         | 89                                                         |
| 1995                                                       | 630                                                        | 110                                                        | 90                                                         |
| 1996                                                       | 605                                                        | 145                                                        | 125                                                        |
| 1997                                                       | 667                                                        | 164                                                        | 105                                                        |
| 1998                                                       | 546                                                        | 126                                                        | 143                                                        |
| 1999                                                       | 511                                                        | 124                                                        | 116                                                        |
| 2000                                                       | 495                                                        | 158                                                        | 178                                                        |
| 2001                                                       | 562                                                        | 120                                                        | 128                                                        |
| 2002                                                       | 498                                                        | 204                                                        | 154                                                        |
| 2003                                                       | 581                                                        | 172                                                        | 166                                                        |
| 2004                                                       | 494                                                        | 148                                                        | 132                                                        |
| 2005                                                       | 595                                                        | 188                                                        | 190                                                        |
| 2006                                                       | 612                                                        | 194                                                        | 221                                                        |
| 2007                                                       | 619                                                        | 152                                                        | 237                                                        |
| 2008                                                       | -                                                          | -                                                          | -                                                          |
| 2009                                                       | 622                                                        | 469                                                        | 195                                                        |
| 2010                                                       | -                                                          | -                                                          | -                                                          |
| 2011                                                       | -                                                          | -                                                          | -                                                          |
| 2012                                                       | 651                                                        | 205                                                        | 270                                                        |
| 2013                                                       | 499                                                        | 227                                                        | 219                                                        |
| 2014                                                       | 622                                                        | 205                                                        | 279                                                        |
| 2015                                                       | 478                                                        | 134                                                        | 176                                                        |
| 2016                                                       | 511                                                        | 205                                                        | 226                                                        |
| 2017                                                       | 536                                                        | 151                                                        | 210                                                        |
| 2018                                                       | 519                                                        | 197                                                        | 269                                                        |
| 2019                                                       | 562                                                        | 236                                                        | 187                                                        |
| 2020                                                       | 363                                                        | 116                                                        | 183                                                        |
| 2021                                                       | -                                                          | -                                                          | -                                                          |
| 2022                                                       | 602                                                        | 212                                                        | 301                                                        |
| 2023                                                       | 572                                                        | 178                                                        | 195                                                        |
| 2024                                                       | 581                                                        | 259                                                        | 322                                                        |

## Galerie de photographies

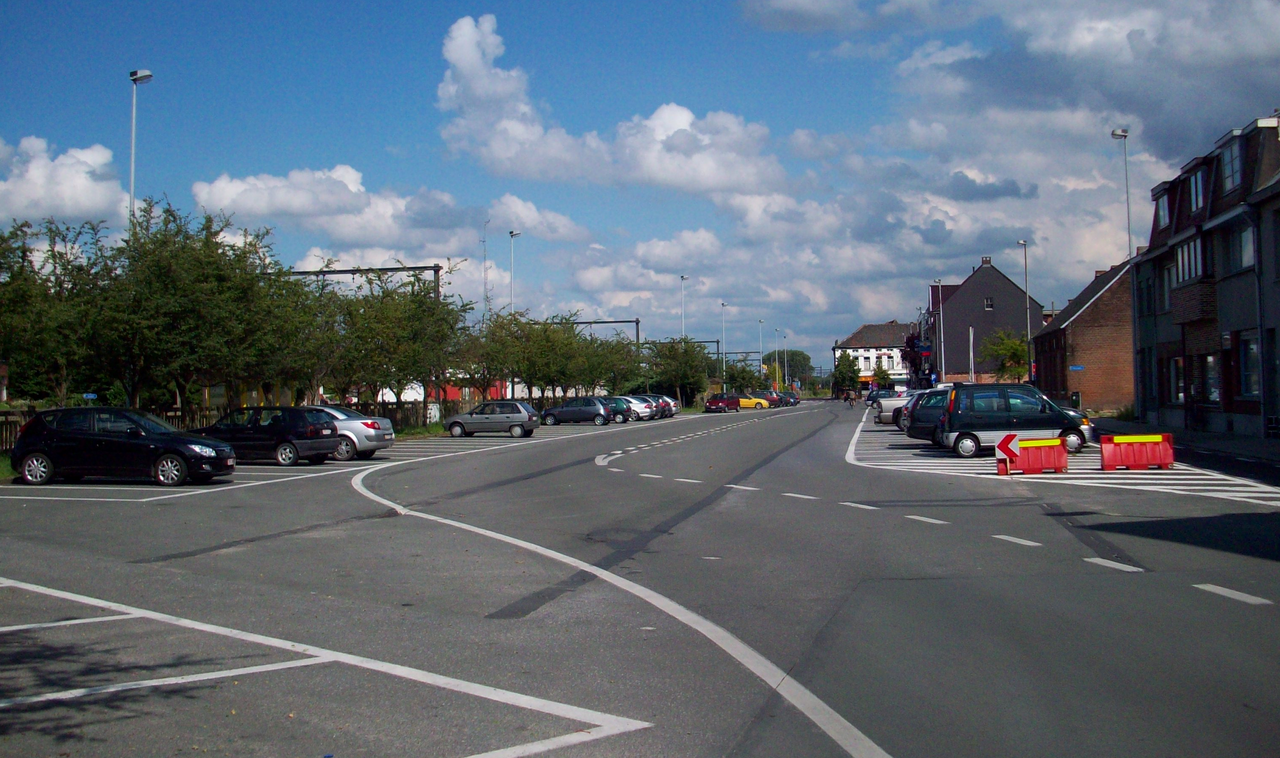
Parking des véhicules.
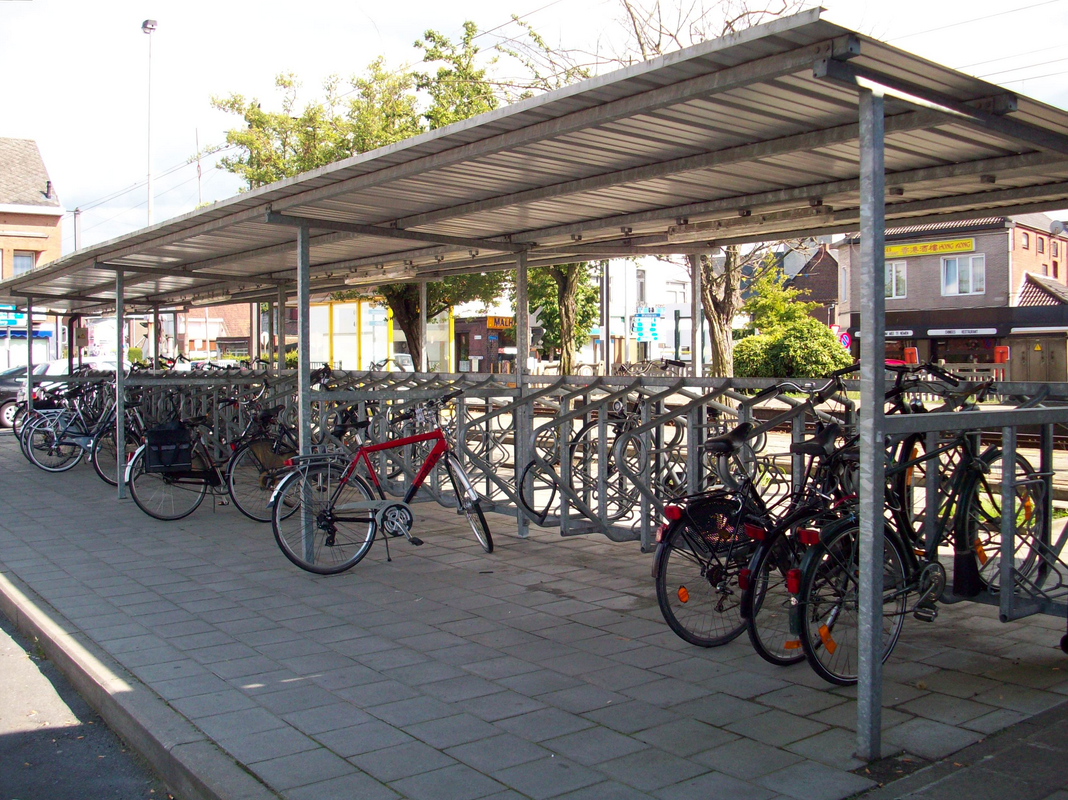
Abri à vélos.
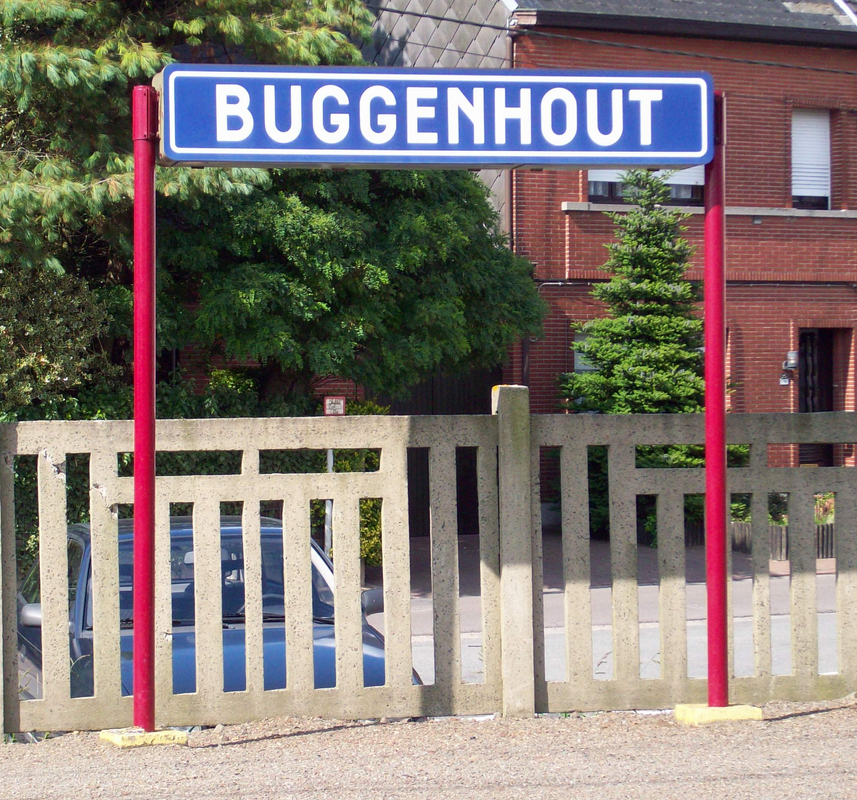
Panneau de quai.